# Stenadelium striatum
Stenadelium striatum is een keversoort uit de familie zwartlijven (Tenebrionidae). De wetenschappelijke naam van de soort is voor het eerst geldig gepubliceerd in 1992 door J.C.Watt.